# Flugunfall einer de Havilland DH.106 Comet der Canadian Pacific Airlines in Karatschi 1953
Der Flugunfall einer de Havilland DH.106 Comet der Canadian Pacific Airlines in Karatschi 1953 ereignete sich am 3. März 1953 auf dem Überführungsflug einer de Havilland DH-106 Comet 1A von London nach Sydney mit Zwischenstopps in Rom, Beirut, Karatschi, Yangon, Jakarta und Darwin. Beim Start vom Militärflugplatz Karatschi-Mauripur hob die Maschine nicht ab, überrollte das Startbahnende, stürzte in ein Flussbett und brannte dort aus. Bei dem Unfall starben alle 11 Insassen der Maschine. Es handelte sich um den ersten Unfall einer de Havilland Comet mit Todesopfern sowie den weltweit ersten Unfall eines strahlgetriebenen Passagierflugzeugs, bei dem Menschen starben. Auch handelte es sich um den einzigen tödlichen Flugunfall dieses Flugzeugtyps, der nicht auf den Konstruktionsfehler zurückging, aufgrund dessen bei drei Flugunfällen 1953–54 insgesamt 99 Personen starben und der Flugzeugtyp Comet 1 weltweit dauerhaft außer Betrieb genommen wurde.

## Maschine
Bei dem Flugzeug handelte es sich um eine de Havilland DH-106 Comet 1A mit der Werknummer 06014, deren Erstflug am 24. Dezember 1952 mit dem Testkennzeichen G-ALZB erfolgt war. Am 2. März 1953 wurde die Maschine mit dem Luftfahrzeugkennzeichen CF-CUN auf die Canadian Pacific Airlines zugelassen und erhielt den Taufnamen Empress of Hawaii. Am gleichen Tag startete sie zu ihrem Auslieferungsflug. Da Canadian Pacific Airlines zum 28. April 1953 eine neue Flugverbindung von Sydney nach Honolulu eröffnen sollte, sollte die Maschine nach Sydney ausgeliefert werden. Das vierstrahlige Langstreckenflugzeug war mit vier Strahltriebwerken des Typs de Havilland Ghost 50-2 ausgerüstet.

## Insassen
Es befand sich eine elfköpfige Besatzung an Bord, bestehend aus einer fünfköpfigen Flugbesatzung und sechs Technikern von De Havilland. Die Flugbesatzung hatte in Großbritannien ein Training zum Fliegen der Comet absolviert und war noch unerfahren in der Bedienung dieses Flugzeugtyps, als sie den Überführungsflug nach Australien antrat. Keiner der Piloten hatte mit dem Jet einen Nachtstart durchgeführt und die Piloten hatten auch noch nie eine schwer beladene Comet geflogen. Der Start in Karatschi sollte für die Piloten der erste Nachtstart überhaupt sein.

## Unfallhergang
Als der Kapitän die Maschine während des Starts um 03:35 Uhr Ortszeit auf eine Geschwindigkeit von über 85 Knoten beschleunigte, hob er das Bugrad an. Er hätte die Flugzeugnase während des Starts unten halten sollen, bis das Bugrad sich knapp über die Startbahn erhob. Stattdessen beschleunigte er die Maschine mit aufgerichtetem Bugfahrwerk weiter, wobei das Hauptfahrwerk nicht abhob. In dieser Position nahm der Luftwiderstand an den Tragflächen zu, was dazu führte, dass die Maschine langsamer als erforderlich beschleunigte. Gegen Ende der Startbahn senkte der Pilot die Nase, aber die verbleibende Startbahnlänge reichte nicht mehr aus, um die Rotationsgeschwindigkeit zu erreichen. Das Flugzeug überrollte das Startbahnende, durchbrach die Flughafenumzäunung und ein Rad des steuerbordseitigen Hauptfahrwerks prallte gegen den Durchlass eines umlaufenden Entwässerungsgrabens. Die Comet geriet ins Schleudern und stürzte in einen ausgetrockneten Kanal. Mit einer Geschwindigkeit von mehr als 138 Meilen pro Stunde prallte die Maschine gegen die zwölf Meter hohe Böschung auf der anderen Seite des Kanals und brannte aus. Hierbei starben alle 11 Insassen.

## Ursache
Die Unfalluntersuchung ergab, dass der Unfall dadurch verursacht wurde, dass die Flugzeugnase während des Startlaufs zu hoch angehoben wurde, was zu einem teilweisen Strömungsabriss und übermäßigem Luftwiderstand führte. Dies habe keine normale Beschleunigung ermöglicht und verhindert, dass das Flugzeug innerhalb der zur Verfügung stehenden Startbahnlänge abheben konnte. Der Kapitän habe das Problem zu spät erkannt und zu spät Korrekturmaßnahmen ergriffen, sodass nicht verhindert werden konnte, dass das Flugzeug unmittelbar hinter dem Begrenzungszaun mit einem Hindernis kollidierte. Als beitragende Ursache wurde vermerkt, dass der Kapitän, der nur über begrenzte Erfahrung mit dem Comet-Flugzeug verfügte, sich für den Start in der Nacht entschied. Die Umstände erforderten eine strikte Einhaltung der vorgeschriebenen Verfahren für den Start, die jedoch nicht eingehalten wurden.